# Gökçegüney, Seyitgazi
Gökcegüney là một xã thuộc huyện Seyitgazi, tỉnh Eskişehir, Thổ Nhĩ Kỳ. Dân số thời điểm năm 2011 là 37 người.